# Coppa Italia Primavera 1975-1976
La Coppa Italia Primavera 1975-1976 è stata la quarta edizione del torneo riservato alle squadre giovanili iscritte al Campionato Primavera. Il detentore del trofeo era la Roma.
La vittoria finale è andata all'Inter per la seconda volta nella sua storia.